# パンフィリア

古代のアナトリア

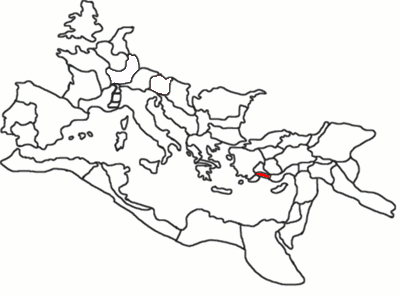
ローマ帝国時代のパンフィリア.(赤)

パンフィリア（旁非利亜、Pamphylia）は、古代の地名でトルコの小アジア南部、リュキアとキリキアに挟まれ地中海からトロス山脈までの間の地方を示した呼称。北はピシディア（Pisidia）と接した。ローマ時代には、広義ではピシディアを含み、フリギアやリカオニア（Lycaonia）との境までを総称して用いられた。プトレマイオスもこの意味で用いている。現在のアンタルヤ県。

## 歴史
パンフィリアが最初に歴史に登場するのはヒッタイトのトゥドハリヤ4世がその臣下となった王と交わした条約にその名が記されてからである。その後、周囲の地方と同じようにリディアの支配するところとなり、それはペルシアやギリシアの諸王国の支配に受け継がれた。紀元前190年、セレウコス朝のアンティオコス3世がローマに敗北すると、ローマによってペルガモン王国の版図に組み込まれた。ごく短期間であるが、ガラティアに組み込まれたこともあるが、すぐにローマの属州に復した。